# Goffredo di Buglione
Goffredo di Buglione (in francese Godefroy de Bouillon; in latino Godefridus Bullionensis) (Baisy-Thy, 1060 circa – Gerusalemme, 18 luglio 1100) è stato un sovrano franco, figlio del conte Eustachio II e di Ida di Lorena (entrambi da Boullon/"Buglione"), è stato uno dei comandanti della Prima Crociata (1096-1099). Fu feudatario della marca di Anversa, con le contee di Verdun, di Mosay, di Stenay e di Bouillon, e da quest'ultima sua residenza preferita ebbe il nome. Fu, inoltre, il duca della Bassa Lorena dal 1089 al 1096.
Dopo il riuscito assedio di Gerusalemme nel 1099, Goffredo divenne il primo sovrano del nuovo Stato crociato, il Regno di Gerusalemme; rifiutò tuttavia il titolo di "Re", secondo la leggenda perché credeva che il vero Re di Gerusalemme fosse Cristo, preferendo il titolo di Difensore del Santo Sepolcro (dal latino Advocatus Sancti Sepulchri). È anche conosciuto come il "Difensore del Santo Sepolcro" e il "Re crociato".
La tradizione lo esaltò a figura leggendaria, tanto che Dante Alighieri lo inserì tra gli spiriti guerrieri e giusti del cielo di Marte del Canto XVIII del Paradiso e Torquato Tasso ne fece il protagonista della sua opera più famosa, la Gerusalemme liberata.

## Biografia

### In Europa
Goffredo fu designato da suo zio, Goffredo il Gobbo, suo successore in Bassa Lorena, ma nel 1076 l'Imperatore Enrico IV gli assegnò la sola marca di Anversa, che faceva parte della signoria di Buglione, riprendendosi il feudo della Bassa Lorena, visto che suo zio non aveva discendenti né eredi maschi diretti. Ciò nonostante il suo ducato si estendeva dal Brabante al Lussemburgo, comprendendo le regioni dell'Hainaut, del Limburgo, del Namur e parte delle Fiandre. Goffredo, ora di Buglione, combatté per Enrico sia a Elster sia nell'assedio di Roma e nel 1082 gli fu finalmente affidato il ducato della Bassa Lorena.
La Lorena era stata fortemente influenzata dai riformatori cluniacensi e Goffredo sembra sia stato un uomo pio.
(Otto Hartig, Lorraine, in Catholic Encyclopedia, IX vol., 1913)
Il fatto che egli avesse servito sotto Enrico IV contro il papato, lo ascriveva nel novero di quei nobili europei fortemente compromessi dopo la vittoria della riforma gregoriana. Perciò Goffredo ritenne utile liquidare letteralmente la maggior parte di quanto possedeva (soprattutto ai vescovi di Liegi e di Verdun) e unirsi alla prima crociata, proclamata da Urbano II al Concilio di Clermont (1095).

### La Prima Crociata

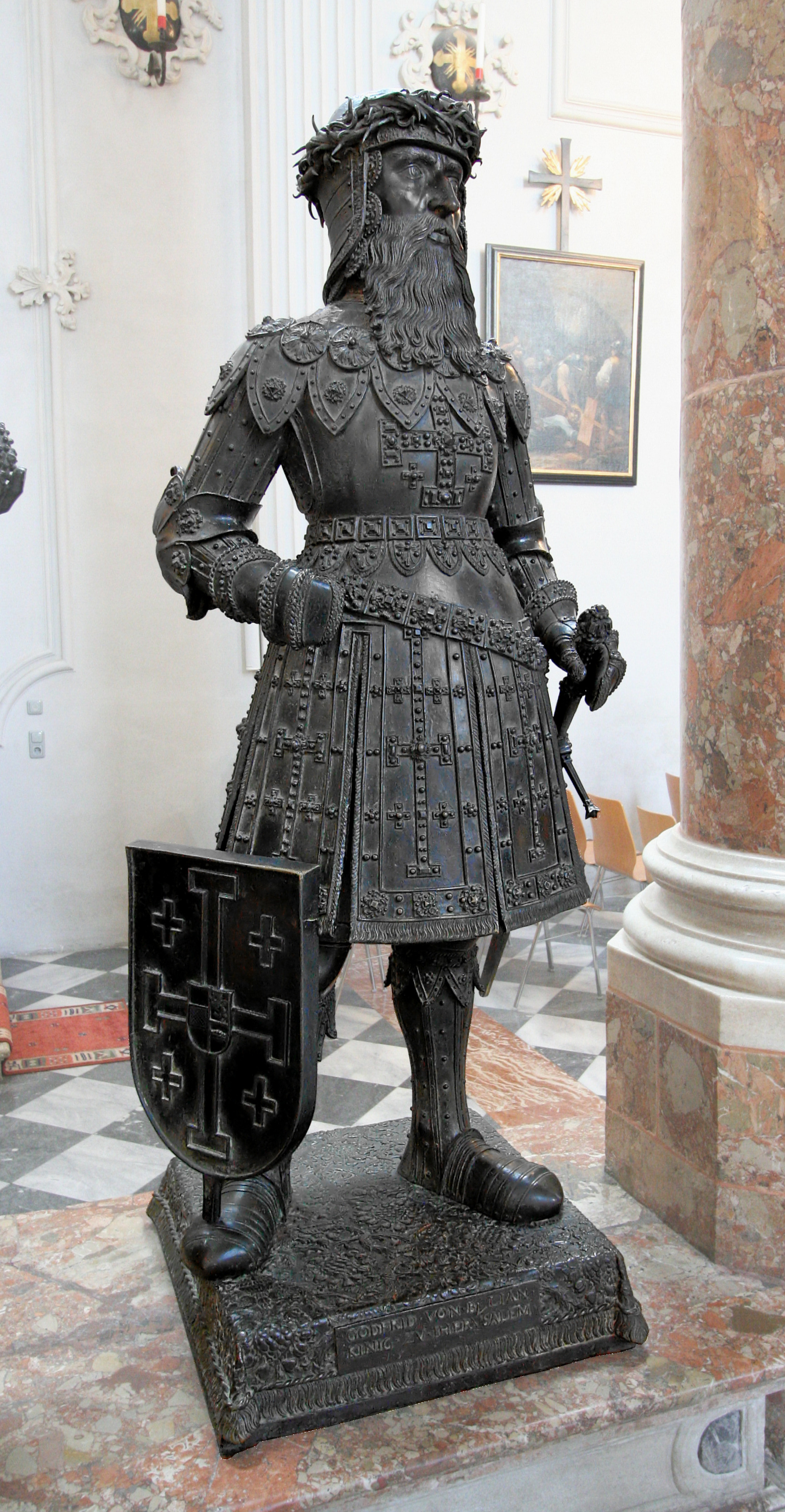
Statua bronzea che raffigura Goffredo di Buglione situata nella Hofkirche d'Innsbruck.

Coi suoi fratelli, Eustachio e Baldovino di Boulogne (il futuro Baldovino I di Gerusalemme), Goffredo partì dalla Lorena nell'agosto 1096 alla testa di un'armata forte di circa 12.000 uomini, seguendo la strada "di Carlo Magno" (attraverso la valle del Danubio e i Balcani), che sembra Urbano II avesse chiamato (secondo il cronista Roberto il Monaco) la "Strada di Gerusalemme". Dopo alcune difficoltà in Ungheria, dove egli non fu in grado di impedire ai suoi uomini di saccheggiare i correligionari cristiani, Goffredo giunse a Costantinopoli nel novembre. Fu il primo dei crociati ad arrivare ed entrò in conflitto quasi subito con l'Imperatore bizantino Alessio I che pretendeva da Goffredo un giuramento di fedeltà all'Impero bizantino. Goffredo alla fine giurò nel gennaio 1097, imitato da molti altri baroni, garantendo la restituzione all'Impero dei territori strappati dalle proprie truppe ai turchi. Quest'azione assicurò ai crociati l'attraversamento in sicurezza degli stretti situati dopo Costantinopoli.
All'inizio del 1099 Goffredo era una figura secondaria nella crociata, con Baldovino, Boemondo di Taranto, Raimondo IV di Tolosa e Tancredi d'Altavilla che determinavano il corso degli eventi. Goffredo fu il primo a presentarsi all'assedio di Nicea ma il suo solo risultato significativo in questa parte della crociata fu il soccorso prestato all'esercito di Boemondo durante la Battaglia di Dorileo allorché questi s'era dovuto arrendere ai turchi selgiuchidi di Qilij Arslan I. L'esercito di Goffredo, in realtà, fu anch'esso costretto alla resa finché non giunse un altro gruppo di crociati agli ordini di Ademaro, vescovo di Le Puy che attaccò l'accampamento selgiuchide.
Nel 1099, dopo la conquista di Antiochia al termine di un lungo assedio, i Crociati si divisero su cosa avrebbero dovuto fare. Molti fanti volevano proseguire verso sud alla volta di Gerusalemme ma Raimondo, a quel tempo considerato il capo della Crociata, era esitante nel proseguire la marcia. Goffredo, che sembra fosse influenzato da motivi religiosi piuttosto che politici, convinse Raimondo a condurre l'esercito a Gerusalemme. Goffredo fu attivo nell'assedio della città e il 15 luglio fu tra i primi a entrare coi suoi Lotaringi in città che vide un massacro generale di musulmani ed ebrei, secondo i canoni d'assedio vigenti all'epoca. I cronisti riportano alcune note sul suo carattere: coraggioso e valoroso, ma anche ripiegato su sé stesso, tormentato, talvolta indeciso, forse ammalato nel fisico.
Questa sua debolezza fu forse ciò che convinse gli altri crociati a affidargli la corona gerosolimitana, non subendo il veto di alcuna compagine (a differenza per esempio dell'energico Raimondo IV di Tolosa, osteggiato dai normanni). Si cercava infatti un personaggio non di spicco, vista la rinuncia di Raimondo a brigare il titolo regio, e Goffredo sembrò il candidato ideale, tanto che quando venne incoronato, il 22 luglio, egli decise di prendere il titolo di "Advocatus" (cioè difensore, ossia protettore laico) del Santo Sepolcro. Questo attributo inoltre era tipico di chi reggeva beni ecclesiastici, per cui sottintendeva che la Terra santa appartenesse alla Sede Apostolica.

### Il Regno di Gerusalemme
Goffredo rifiutò dunque di essere incoronato "re" nella città in cui il Cristo era morto, assumendo il meno tronfio titolo di Advocatus Sancti Sepulchri, "difensore del Santo Sepolcro".
Per tale scopo, egli fondò l'Ordine equestre del Santo Sepolcro di Gerusalemme.
Nel corso del suo breve regno di appena un anno, Goffredo dovette difendere il nuovo Regno di Gerusalemme dai Fatimidi d'Egitto, che in agosto furono sconfitti nella Battaglia di Ascalona. Fronteggiò anche l'opposizione di Dagoberto da Pisa, il Patriarca di Gerusalemme, che s'era alleato con Raimondo. Raimondo, secondo alcune fonti, avrebbe impedito a Goffredo di conquistare Ascalona dopo la battaglia ma altre fonti sostengono che le gelosie erano in realtà reciproche, che gli abitanti della città costiera islamica avrebbero preferito di gran lunga arrendersi a Raimondo (di cui era ben nota la fedeltà alla parola data) anziché a Goffredo e infine che, a causa della contrapposizione fra i due comandanti crociati, alla fine non se ne fece più nulla. Ascalona restò così con le sue porte sbarrate, approvvigionata regolarmente dalla flotta fatimide che in quella parte del Mediterraneo non aveva ancora rivali.
Nel 1100 Goffredo fu in grado d'imporre la sua autorità ad Acri, Arsuf, Giaffa e Cesarea. Nel frattempo il contrasto con Dagoberto continuava: Goffredo e Boemondo avrebbero preferito Arnolfo di Chocques come Patriarca ma Dagoberto voleva trasformare il Regno in una teocrazia, col Papa alla sua guida. Dagoberto riuscì a forzare Goffredo a una tregua e si concordò che Gerusalemme e Giaffa sarebbero state assegnate alla Chiesa se i Crociati avessero potuto conquistare Il Cairo per trasferirvisi.

Tuttavia Goffredo morì il 18 luglio senza aver conquistato l'Egitto e la questione di chi avrebbe dovuto governare su Gerusalemme rimase senza risposta. I sostenitori di una monarchia secolare chiamarono il fratello di Goffredo, Baldovino (diventato nel frattempo conte di Edessa), affinché assumesse la corona. Dagoberto – che era fuori Gerusalemme con Tancredi per assistere alla conquista di Acri ed al massacro della sua popolazione di fede israelita – dovette piegarsi e con riluttanza incoronò Baldovino re il 25 dicembre 1100.

## Goffredo nella storia e nella leggenda
Per essere stato il primo governante di Gerusalemme, Goffredo è stato idealizzato nei racconti più tardi. Fu descritto come il capo dei Crociati, il re di Gerusalemme e il legislatore che presiedeva le Assise di Gerusalemme. In realtà egli non fu nulla di tutto ciò. Ademaro di Monteil, Raimondo IV di Tolosa, Boemondo di Taranto e Tancredi d'Altavilla furono i capi della Crociata; suo fratello Baldovino di Boulogne fu il primo vero re di Gerusalemme; le Assise furono il risultato di un graduale processo.
Il ruolo di Goffredo nella Crociata è stato descritto da Alberto di Aquisgrana, dall'anonimo autore delle Gesta Francorum e da Raimondo di Aguilers.

Nella letteratura fantastica, Goffredo fu l'eroe delle due Francie nel ciclo della crociata, il complesso di chansons de geste connesse con la Crociata, tra cui la Chanson d'Antioche e la Chanson de Jérusalem.
Anche la sua famiglia e la prima parte della sua vita divennero soggetto di leggende. La leggenda del Cavaliere del Cigno, più nota oggi come soggetto dell'opera di Wagner, Lohengrin, si riferiva originariamente al nonno di Goffredo, Elia, che arrivò su un misterioso battello a forma di cigno per difendere il casato di Buglione e impalmare la nonna di Goffredo.
Fu incluso fra i cavalieri ideali conosciuti come i Nove Prodi.
Nella Divina Commedia Dante colloca Goffredo fra i principi saggi e giusti (Paradiso, XVIII, 47).
Goffredo è presente anche nella Gerusalemme liberata, l'opera più famosa di Torquato Tasso, e a lui il poeta si riferisce nel proemio:
che il gran sepolcro liberò di Cristo

molto operò con il senno e con la mano

molto soffrì nel glorioso acquisto…»
(Gerusalemme liberata, I, 1-4)
Il nome di Goffredo di Buglione si inserisce storicamente tra coloro che avrebbero contribuito alla spiegazione del toponimo "Goffredo", riferito alla città di Castel Goffredo, in provincia di Mantova.

## Opere d'arte
- I Nove Prodi, compreso Goffredo, appaiono in uno degli affreschi del Castello della Manta.

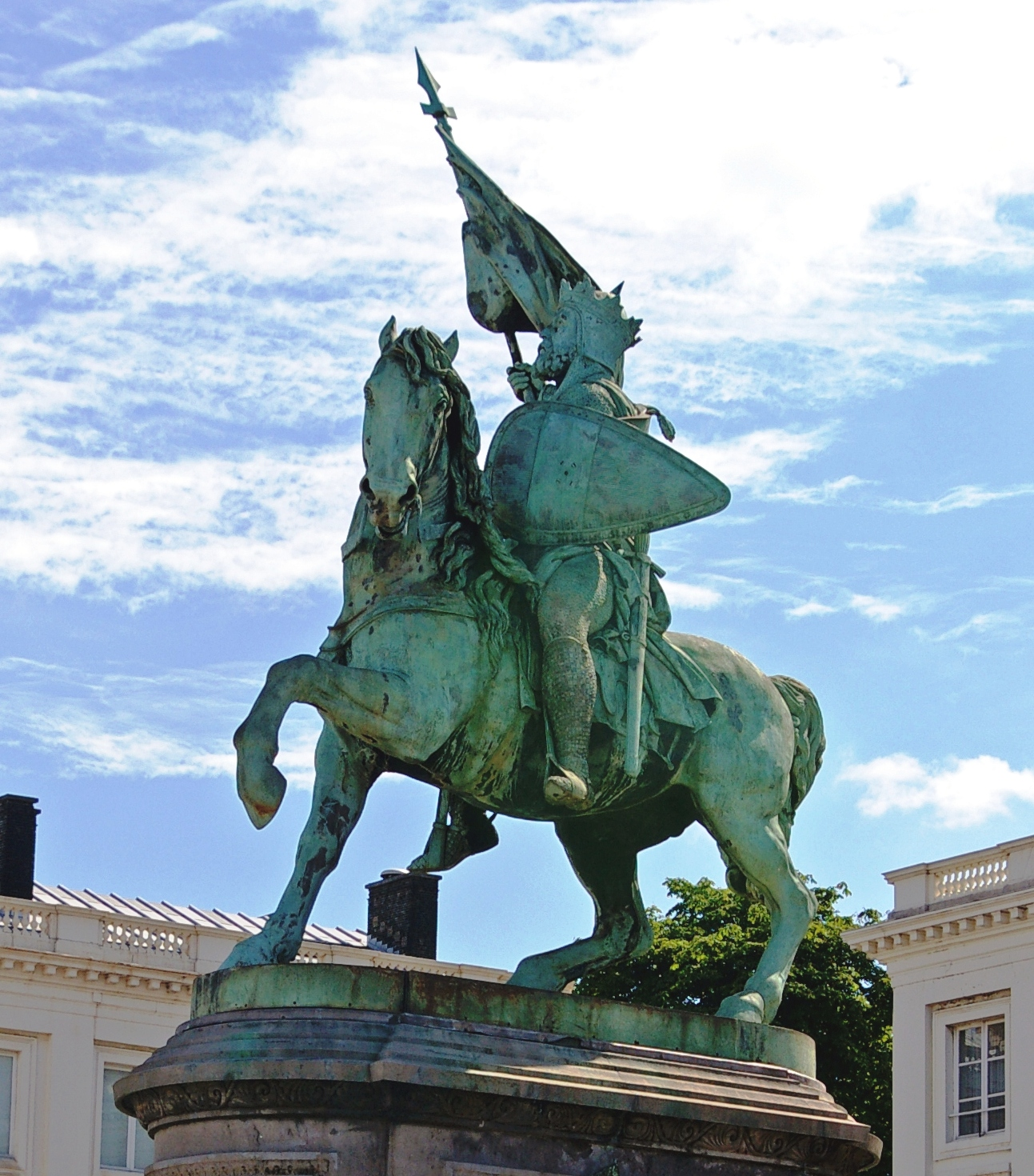
Statua di Goffredo di Buglione a Bruxelles.

- Statua di Goffredo di Buglione a Bruxelles.Fin da metà del XIX secolo una statua equestre di Goffredo di Buglione si erge al centro della Piazza Reale (fr. place Royale, ol. Koningsplein) a Bruxelles, Belgio. La statua fu scolpita da Eugène Simonis e inaugurata il 24 agosto 1848.

## Ascendenza
|                                                    |                                  |                              | Genitori                         |  |  | Nonni |  |  | Bisnonni                        |  |  | Trisnonni                      |  |
|                                                    |                                  |                              |                                  |  |  |       |  |  | Baldovino II, conte di Boulogne |  |  | Arnolfo III, conte di Boulogne |  |
|                                                    |                                  |                              |                                  |  |  |       |  |  | Baldovino II, conte di Boulogne |  |  | Arnolfo III, conte di Boulogne |  |
|                                                    |                                  | …                            |                                  |  |  |       |  |  | Baldovino II, conte di Boulogne |  |  |                                |  |
| Eustachio I, conte di Boulogne                     |                                  |                              |                                  |  |  |       |  |  | Baldovino II, conte di Boulogne |  |  |                                |  |
|                                                    |                                  | Adelina d'Olanda             | Arnolfo, conte d'Olanda          |  |  |       |  |  |                                 |  |  |                                |  |
|                                                    |                                  | Adelina d'Olanda             | Arnolfo, conte d'Olanda          |  |  |       |  |  |                                 |  |  |                                |  |
|                                                    |                                  | Adelina d'Olanda             | Liutgarda di Lussemburgo         |  |  |       |  |  |                                 |  |  |                                |  |
| Eustachio II, conte di Boulogne                    |                                  | Adelina d'Olanda             |                                  |  |  |       |  |  |                                 |  |  |                                |  |
|                                                    |                                  | Lamberto I, conte di Lovanio | Reginardo III, conte di Hainaut  |  |  |       |  |  |                                 |  |  |                                |  |
|                                                    |                                  | Lamberto I, conte di Lovanio | Reginardo III, conte di Hainaut  |  |  |       |  |  |                                 |  |  |                                |  |
|                                                    |                                  | Lamberto I, conte di Lovanio | Adele d'Alvernia                 |  |  |       |  |  |                                 |  |  |                                |  |
| Matilde di Lovanio                                 |                                  | Lamberto I, conte di Lovanio |                                  |  |  |       |  |  |                                 |  |  |                                |  |
|                                                    |                                  | Gerberga di Lorena           | Carlo I, duca della Bassa Lorena |  |  |       |  |  |                                 |  |  |                                |  |
|                                                    |                                  | Gerberga di Lorena           | Carlo I, duca della Bassa Lorena |  |  |       |  |  |                                 |  |  |                                |  |
|                                                    |                                  | Gerberga di Lorena           | Adelaide di Troyes               |  |  |       |  |  |                                 |  |  |                                |  |
| Goffredo di Buglione, difensore del Santo Sepolcro |                                  | Gerberga di Lorena           |                                  |  |  |       |  |  |                                 |  |  |                                |  |
|                                                    | Gothelo I, duca dell'Alta Lorena | Goffredo I, conte di Verdun  |                                  |  |  |       |  |  |                                 |  |  |                                |  |
|                                                    | Gothelo I, duca dell'Alta Lorena | Goffredo I, conte di Verdun  |                                  |  |  |       |  |  |                                 |  |  |                                |  |
|                                                    | Gothelo I, duca dell'Alta Lorena | Matilde di Sassonia          |                                  |  |  |       |  |  |                                 |  |  |                                |  |
| Goffredo I, duca dell'Alta Lorena                  | Gothelo I, duca dell'Alta Lorena |                              |                                  |  |  |       |  |  |                                 |  |  |                                |  |
|                                                    |                                  | …                            | …                                |  |  |       |  |  |                                 |  |  |                                |  |
|                                                    |                                  | …                            | …                                |  |  |       |  |  |                                 |  |  |                                |  |
|                                                    |                                  | …                            | …                                |  |  |       |  |  |                                 |  |  |                                |  |
| Ida di Lorena                                      |                                  | …                            |                                  |  |  |       |  |  |                                 |  |  |                                |  |
|                                                    |                                  | Manasse II, conte di Rethel  | Manasse I, conte di Rethel       |  |  |       |  |  |                                 |  |  |                                |  |
|                                                    |                                  | Manasse II, conte di Rethel  | Manasse I, conte di Rethel       |  |  |       |  |  |                                 |  |  |                                |  |
|                                                    |                                  | Manasse II, conte di Rethel  | …                                |  |  |       |  |  |                                 |  |  |                                |  |
| Doda di Rethel                                     |                                  | Manasse II, conte di Rethel  |                                  |  |  |       |  |  |                                 |  |  |                                |  |
|                                                    |                                  | Dada                         | …                                |  |  |       |  |  |                                 |  |  |                                |  |
|                                                    |                                  | Dada                         | …                                |  |  |       |  |  |                                 |  |  |                                |  |
|                                                    |                                  | Dada                         | …                                |  |  |       |  |  |                                 |  |  |                                |  |
|                                                    |                                  | Dada                         |                                  |  |  |       |  |  |                                 |  |  |                                |  |